# Castro Alves
Castro Alves là một đô thị thuộc bang Bahia, Brasil. Đô thị này có diện tích 762,981 km², dân số năm 2007 là 24030 người, mật độ 31,49 người/km².